# Bojan Puzigaća
Bojan Puzigaća (in serbo Бојан Пузигаћа?; Drvar, 10 maggio 1985) è un ex calciatore bosniaco, di ruolo difensore.

## Carriera
Ha giocato nella massima serie dei campionati bosniaco, polacco e serbo.

## Palmarès

### Club

#### Competizioni nazionali
- Coppa di Bosnia ed Erzegovina: 2

Borac Banja Luka: 2009-2010
Sarajevo: 2013-2014
- Campionato bosniaco: 1

Sarajevo: 2014-2015